# Solanum refractum
Solanum refractum är en potatisväxtart som beskrevs av William Jackson Hooker och George Arnott Walker Arnott. Solanum refractum ingår i släktet skattor som ingår i familjen potatisväxter. Inga underarter finns listade i Catalogue of Life.